# Emperor Norton Records
Emperor Norton Records è stato il nome di una casa discografica di Los Angeles, attiva fino ai primi anni 2000, che ha pubblicato i dischi di vari artisti attivi nel campo della musica elettronica e di quella dance. Tra di essi si possono ricordare Money Mark e Takako Minekawa; inoltre, realizzò la colonna sonora del film Lost in Translation - L'amore tradotto.

## Curiosità
- Il nome dell'etichetta deriva da quello di Joshua Norton, il cittadino di San Francisco che nel 1859 si autoproclamò Imperatore degli Stati Uniti d'America e del Messico[1].